# Campaccio
Le Campaccio est une compétition de cross-country se déroulant tous les ans, début janvier, à San Giorgio su Legnano, en Italie. Disputée pour la première fois en 1957, l'épreuve fait partie du circuit mondial IAAF de cross-country.
Les distances parcourues sont de 10 km pour les hommes, et de 6 km pour les femmes.

## Palmarès
| Édition | Année | Vainqueur hommes                                                 | Temps                                                            | Vainqueur femmes                                                 | Temps                                                            |
| ------- | ----- | ---------------------------------------------------------------- | ---------------------------------------------------------------- | ---------------------------------------------------------------- | ---------------------------------------------------------------- |
| 44e     | 2000  | Hillary Kipkosgei Korir                                          | 35 min 41 s                                                      | Florence Barsosio                                                | 19 min 33 s                                                      |
| 45e     | 2001  | Paulo Guerra                                                     | 36 min 38 s                                                      | Merima Denboba                                                   | 22 min 00 s                                                      |
| 46e     | 2002  | Kenenisa Bekele                                                  | 34 min 51 s                                                      | Paula Radcliffe                                                  | 21 min 03 s                                                      |
| 47e     | 2003  | Serhiy Lebid                                                     | 35 min 59 s                                                      | Helena Javornik                                                  | 21 min 23 s                                                      |
| 48e     | 2004  | Kenenisa Bekele                                                  | 34 min 36 s                                                      | Anikó Kálovics                                                   | 20 min 42 s                                                      |
| 49e     | 2005  | Serhiy Lebid                                                     | 36 min 10 s                                                      | Rita Jeptoo                                                      | 19 min 38 s                                                      |
| 50e     | 2006  | Disputé dans le cadre des championnats d'Europe de cross-country | Disputé dans le cadre des championnats d'Europe de cross-country | Disputé dans le cadre des championnats d'Europe de cross-country | Disputé dans le cadre des championnats d'Europe de cross-country |
| —       | 2007  | Non disputé                                                      | Non disputé                                                      | Non disputé                                                      | Non disputé                                                      |
| 51e     | 2008  | Edwin Soi                                                        | 29 min 46 s                                                      | Kate Reed                                                        | 19 min 55 s                                                      |
| 52e     | 2009  | Eliud Kipchoge                                                   | 29 min 54 s                                                      | Anikó Kálovics                                                   | 20 min 33 s                                                      |
| 53e     | 2010  | Abreham Cherkos                                                  | 28 min 52 s                                                      | Anikó Kálovics                                                   | 20 min 17 s                                                      |
| 54e     | 2011  | Joseph Ebuya                                                     | 28 min 15 s                                                      | Anikó Kálovics                                                   | 20 min 04 s                                                      |
| 55e     | 2012  | Edwin Soi                                                        | 29 min 13 s                                                      | Mercy Cherono                                                    | 19 min 26 s                                                      |
| 56e     | 2013  | Muktar Edris                                                     | 28 min 42 s                                                      | Debele Degefa                                                    | 19 min 26 s                                                      |
| 57e     | 2014  | Albert Rop                                                       | 28 min 19 s                                                      | Hiwot Ayalew                                                     | 18 min 59 s                                                      |
| 58e     | 2015  | Dathan Ritzenhein                                                | 29 min 08 s                                                      | Janet Kisa                                                       | 19 min 00 s                                                      |
| 59e     | 2016  | Imane Merga (ETH)                                                | 28 min 50 s                                                      | Alice Aprot (KEN)                                                | 18 min 56 s                                                      |
| 60e     | 2017  | Muktar Edris (ETH)                                               | 28 min 54 s                                                      | Hellen Obiri (KEN)                                               | 18 min 32 s                                                      |
| 61e     | 2018  | James Kibet (KEN)                                                | 29 min 34 s                                                      | Lilian Rengeruk (KEN)                                            | 19 min 02 s                                                      |
| 62e     | 2019  | Hagos Gebrhiwet (ETH)                                            | 29 min 18 s                                                      | Yasemin Can (TUR)                                                | 19 min 21 s                                                      |
| 63e     | 2020  | Mogos Tuemay (ETH)                                               | 29 min 01 s                                                      | Fotyen Tesfay (ETH)                                              | 19 min 27 s                                                      |
| 64e     | 2021  | Jacob Kiplimo (UGA)                                              | 29 min 07 s                                                      | Tsehay Gemechu (ETH)                                             | 19 min 03 s                                                      |
| 65e     | 2022  | Addisu Yihune (ETH)                                              | 28 min 39 s                                                      | Dawit Seyaum (ETH)                                               | 18 min 48 s                                                      |
| 66e     | 2023  | Rodrigue Kwizera (BDI)                                           | 28 min 42 s                                                      | Rahel Daniel (ERI)                                               | 19 min 10 s                                                      |

 Record de l'épreuve